# Bisdom Ebolowa

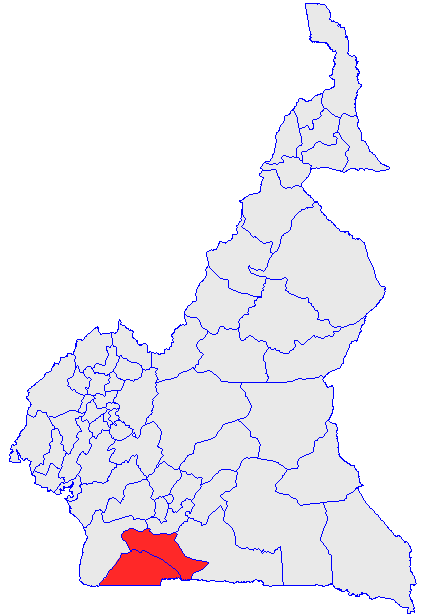
Het bisdom Ebolowa (rood) binnen Kameroen

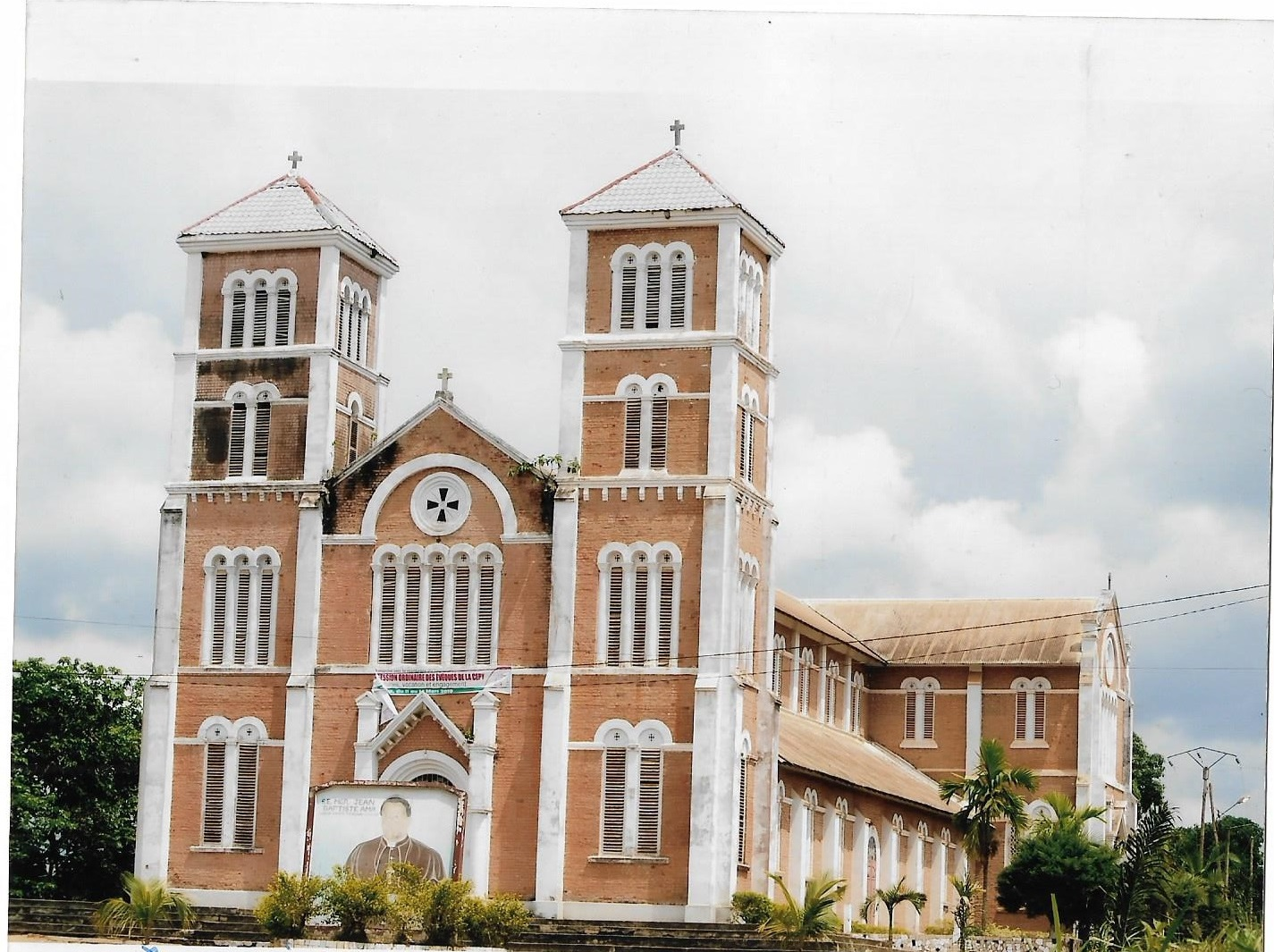
De kathedraal in Abang

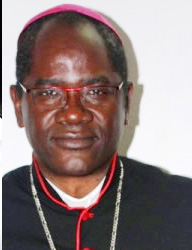
Jean Mbarga

Het bisdom Ebolowa (Latijn: Dioecesis Ebolouana) is een rooms-katholiek bisdom met als zetel Ebolowa in Kameroen. Het bisdom is |suffragaan aan het aartsbisdom Yaoundé en werd opgericht in 2008. Hoofdkerk is de Cathédrale Sainte-Anne et Saint-Joachim in Abang.
In 1991 werd het bisdom Ebolowa-Kribi opgericht. Dit bisdom werd gesplitst in 2008 en Ebolowa en Kribi werden afzonderlijke bisdommen.
In 2019 telde het bisdom 46 parochies en 251.000 inwoners waarvan 47,8% rooms-katholiek was. Het bisdom heeft een oppervlakte van 9.970 km² en omvat de departementen Mvila en Vallée-du-Ntem, beide in de regio Sud.

## Bisschoppen

### Bisdom Ebolowa-Kribi
- Jean-Baptiste Ama (1991-2002)
- Jean Mbarga (2004-2008)

### Bisdom Ebolowa
- Jean Mbarga (2008-2014)
- Philippe Alain Mbarga (2016-)

- Jean Mbarga